# Pădurea pietrificată din Mississippi

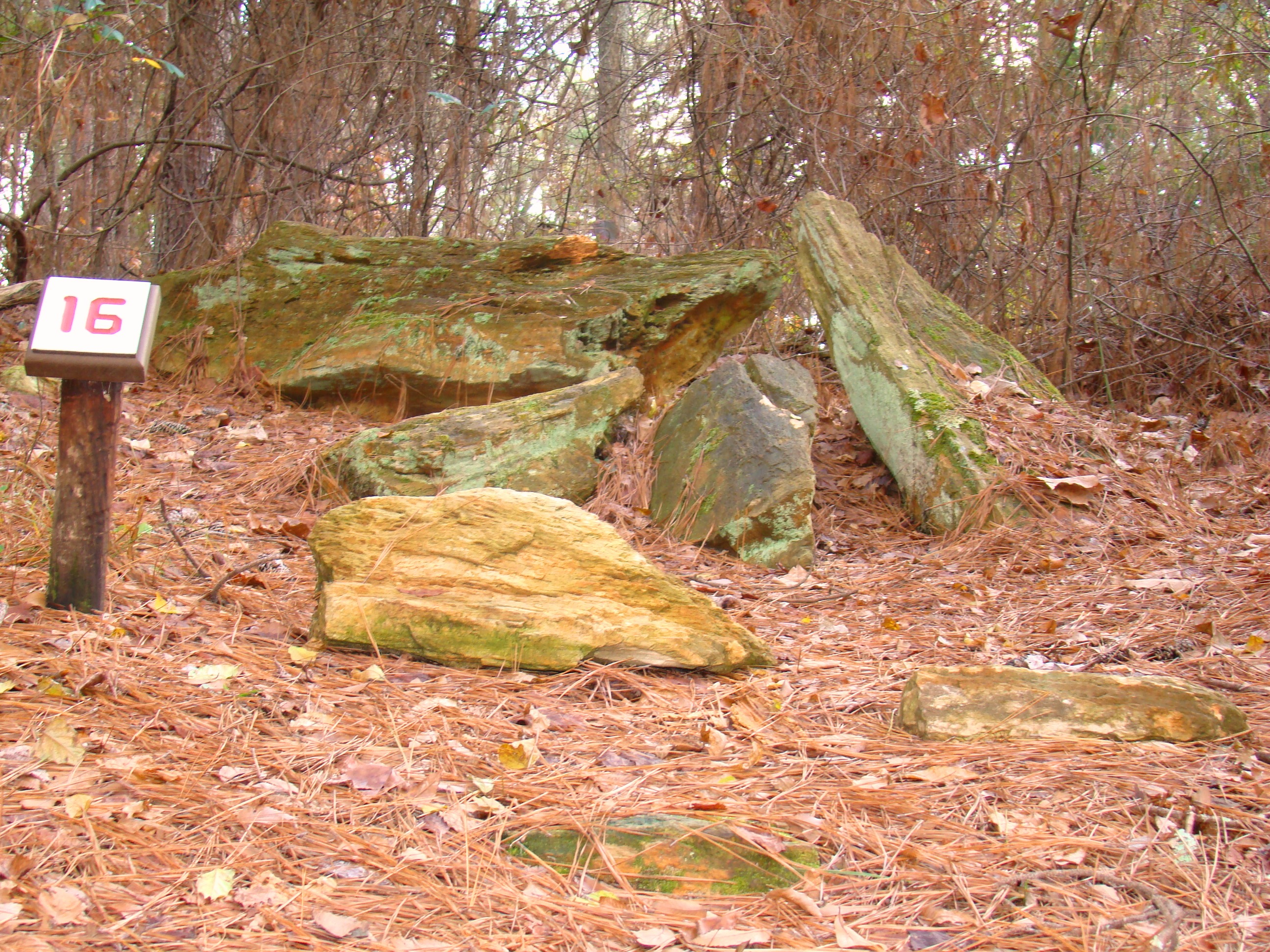
Mississippi Petrified Forest

Pădurea pietrificată din Mississippi este o pădure în care sute de trunchiuri de copaci au fost fosilizați de-a lungul vremii.
Pădurea este proprietate privată, deschisă publicului în fiecare zi a anului. 
Oamenii de știință americani cred că această pădure a fost formată în urmă cu 36 de milioane de ani când bușteni de brad și arțar au fost aduși de un rău antic până la locația lor actuală unde au fost, în timp, petrificați. 
Aceasta este singura pădure petrificată din Statele Unite. A fost declarată punct de interes național în luna octombrie a anului 1965. 
Proprietatea este formată din pădurea în sine și un mic muzeu în care se regăsesc examplare de copaci petrificați din întreagă lume. 
Printre mostre se regăsesc plante, frunze, fructe, conuri și coajă de copac. Printre alte fosile prezente în muzeu se numără și amprente de dinozauri, oase de balenă și carapace de broaște țestoase. 